# Арно-Раймон III (виконт Тартаса)

Виконтство Тартас на карте Гаскони

Арно-Раймон III (Arnaud-Raymond III) (ум. 1312) — последний виконт Тартаса (с 1295). Сеньор Микса, Остабарре, Гамарда, Терси, Легора, Сен-Ягана, Сен-Круа, и т. д.
Сын виконта Раймона-Робера III.
Первым браком был женат на Кондор де л’Иль-Журден. Вторая жена (контракт от 5 января 1309) — Мата д’Альбре, дочь Аманьё VIII, сеньора д’Альбре.
В 1309 году продал тестю все свои владения: сначала приходы Леперон,Аррас и Рион — за 25 тысяч серебряных морланов, потом Тартас, Мейлан, Моко, Гамард, Орибат, Клермон, Мембаст, Терси и сеньории Микс и Остабаре — за 100 тысяч ливров Бордо.
В завещании, написанном в 1312 г., назначил Аманьё VIII своим наследником, в результате чего виконтство Тартас присоединилось к сеньории Альбре.